# Máy in nhiệt
Máy in nhiệt (hoặc in nhiệt trực tiếp) là máy in kỹ thuật số tạo ra bản in bằng cách sử dụng đầu in nhiệt đốt nóng chọn lọc theo các chấm trên giấy in nhiệt tráng phủ có chọn lọc, hoặc giấy in nhiệt thông thường.
Thông thường máy in nhiệt đơn sắc tạo ra chấm đen ở những khu vực được đốt nóng trên giấy in. Máy in nhiệt trực tiếp hai màu có thể in cả màu đen và màu bổ sung (thường là màu đỏ) bằng cách sử dụng nhiệt ở hai nhiệt độ khác nhau, tuy nhiên không được tiếp tục phát triển.
In truyền nhiệt là một phương pháp rất khác, sử dụng ruy băng nhạy nhiệt thay vì giấy nhạy nhiệt, nhưng sử dụng đầu in nhiệt tương tự.

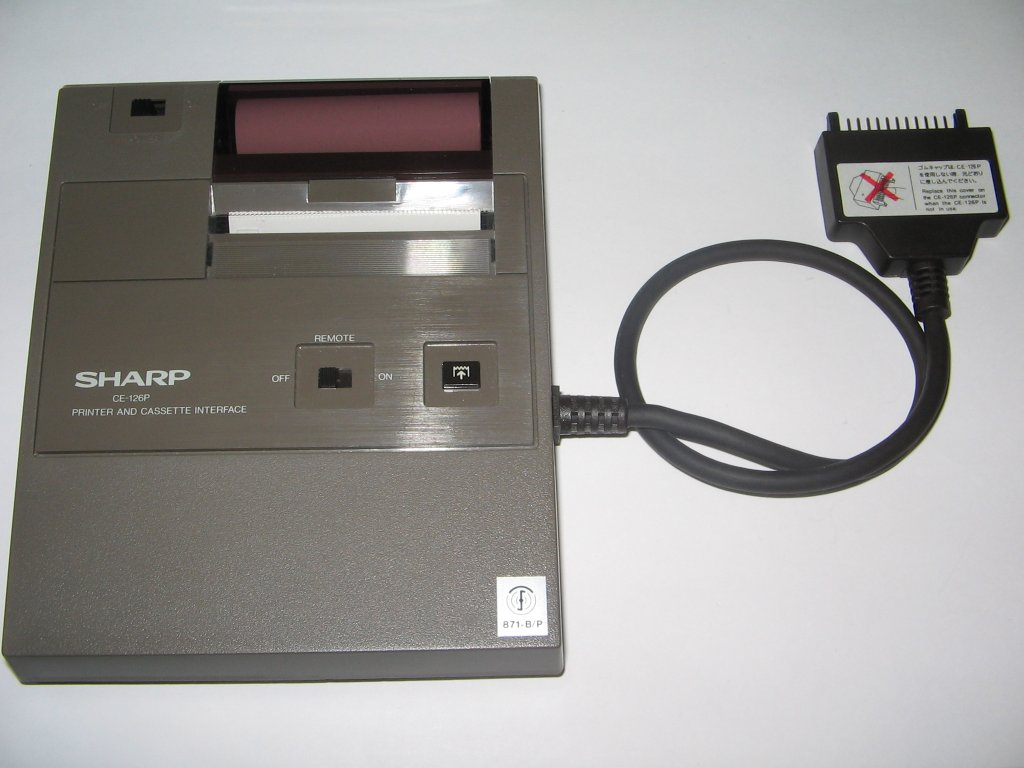
Máy in nhiệt
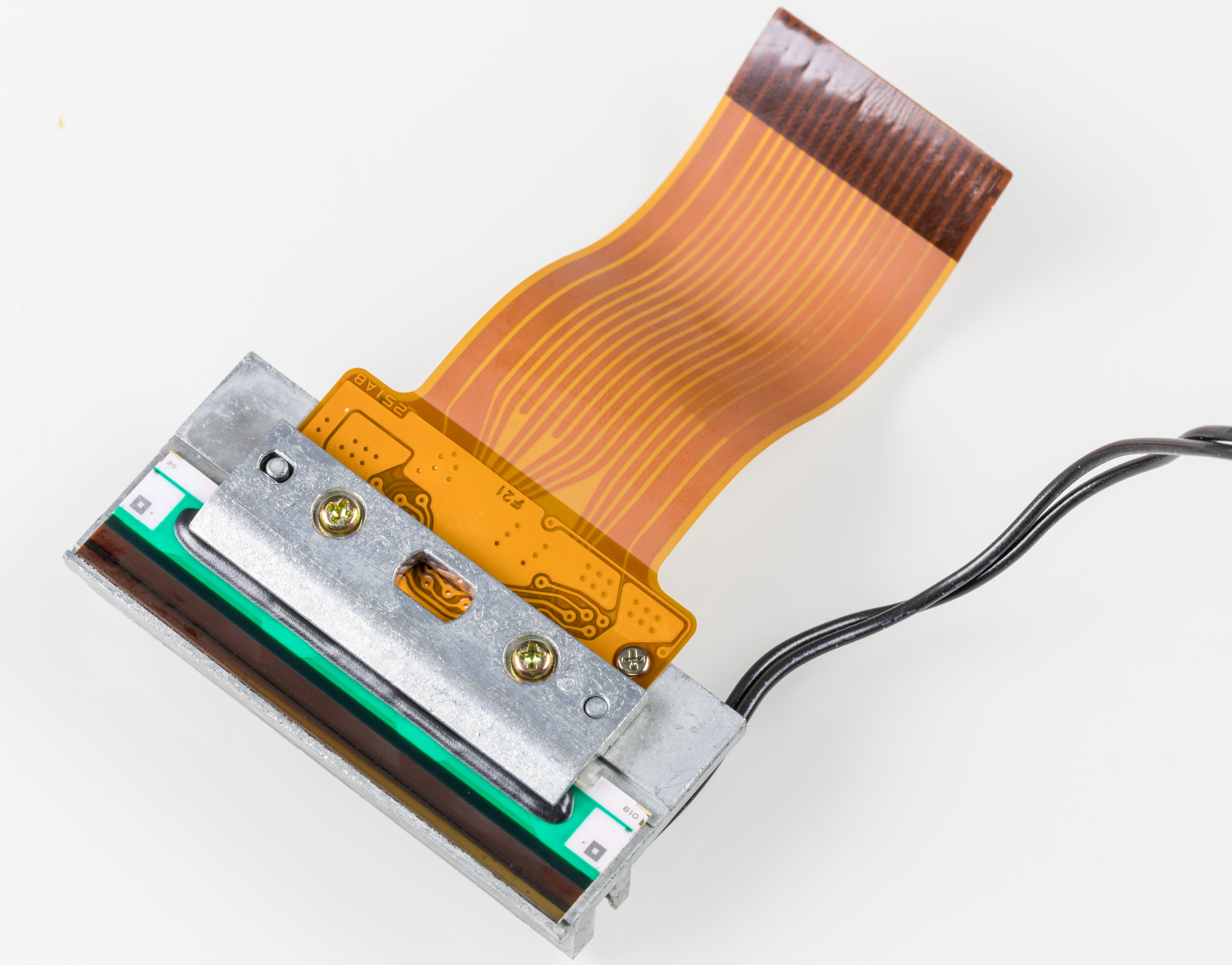
Đầu in nhiệt
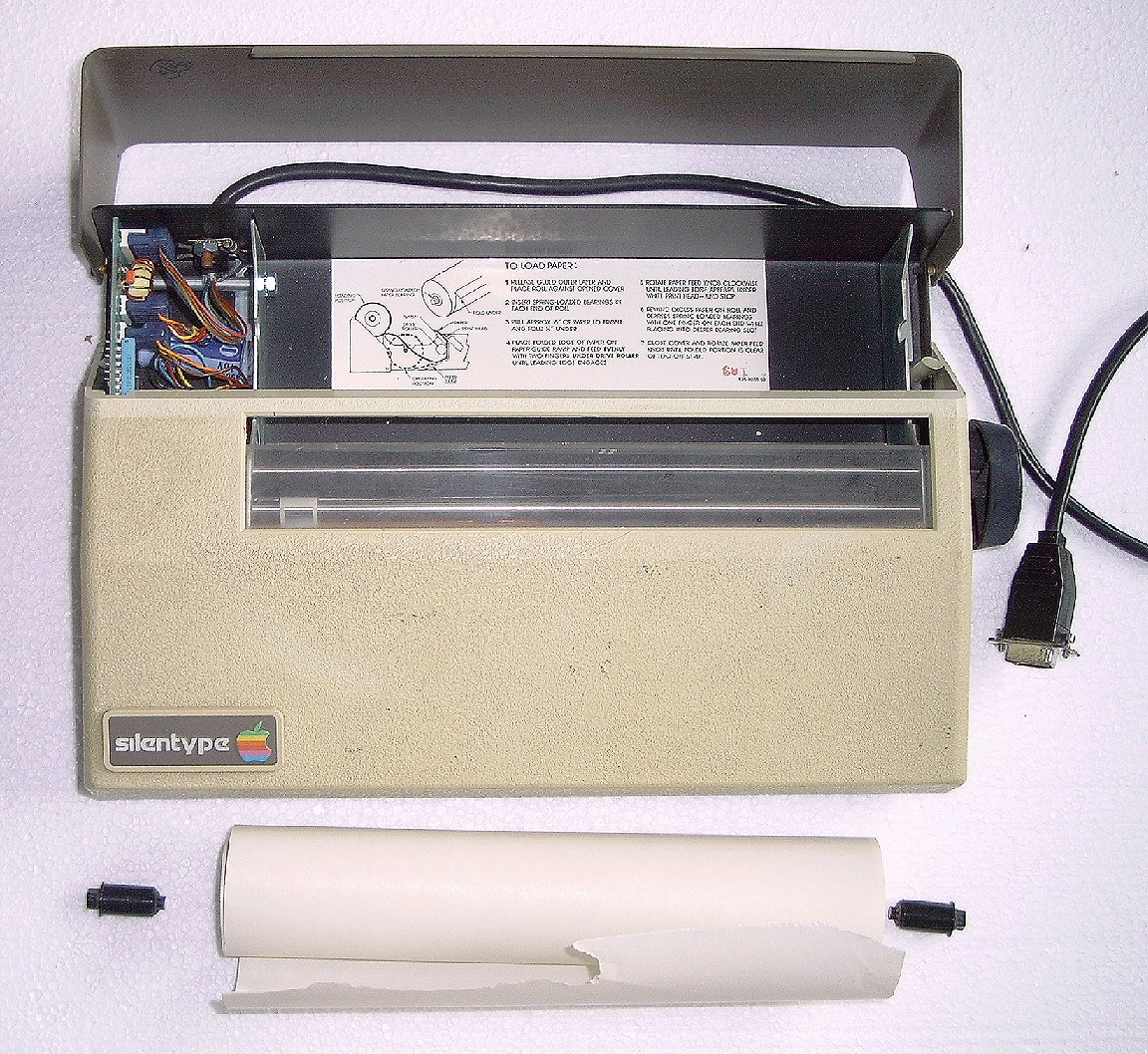
Máy in nhiệt Apple Silentype, 1980
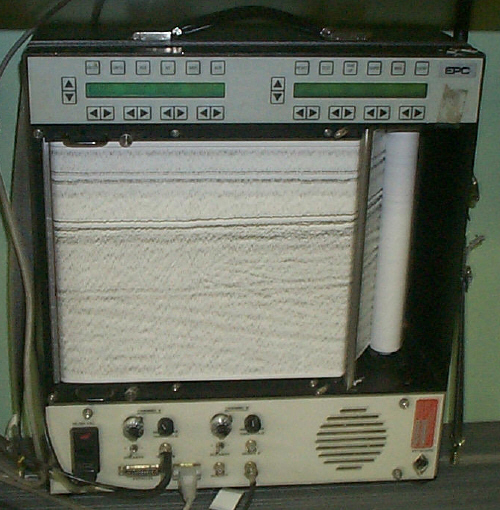
Máy in nhiệt trong khảo sát đáy biển